# Medetera demeteri
Medetera demeteri är en tvåvingeart som beskrevs av Grichanov 1997. Medetera demeteri ingår i släktet Medetera och familjen styltflugor.
Artens utbredningsområde är Etiopien. Inga underarter finns listade i Catalogue of Life.